# نفرت میان ملت
نفرت میان ملت (به انگلیسی: Hated in the Nation)، ششمین و آخرین قسمت از فصل سوم مجموعه آنتولوژی علمی‌تخیلی بریتانیایی آینه سیاه است. این اپیزود توسط خالق سریال آینه سیاه یعنی چارلی بروکر نوشته شده و جیمز هوز آن را کارگردانی کرده‌است. نفرت میان ملت همچون دیگر اپیزودهای فصل سوم سریال در تاریخ ۲۱ اکتبر ۲۰۱۶ توسط نت‌فلیکس منتشر شد. این اپیزود با مدت زمان ۸۹ دقیقه، طولانی‌ترین قسمت در میان اپیزودهای رسمی آینه سیاه است.
داستان این اپیزود در آینده‌ای نزدیک رخ می‌دهد. وقوع قتل‌هایی عجیب باعث می‌شود تا یک کارآگاه زن جوان به نام پارک و همکار جدیدش که بلو نام دارد، از سوی آژانس جرایم ملی مأمور به رسیدگی پرونده شوند. اطلاعاتی که بدست می‌آورند آن‌ها را به سوی یک شرکت الکترونیکی سوق می‌دهد که به تازگی توانسته با خلق زنبورهای الکترونیکی مجهز به هوش مصنوعی قدرتمند، انقلابی در زمینه فناوری ایجاد کند. با وقوع قتل‌های بعدی و سرنخ‌های دیگر، کار به تروریسم مجازی می‌رسد و معلوم می‌شود پای یک نفرت جهانی برای انتقام گرفتن از اشخاص معروف در میان است. چارلی بروکر اعلام کرد که امکان دارد شخصیت‌های این قسمت در اپیزودهای بعدی آینه سیاه حضور پیدا کنند.
نفرت میان ملت یا استقبال بسیار خوب منتقدان همراه بود و خصوصاً در زمینه فیلم‌نامه و پرداختن به نیمه تاریک راه اندازی هشتگ در شبکه‌های اجتماعی همچون توئیتر مورد تحسین قرار گرفت.